# Comuna Trubaiți, Horol
Trubaiți (în ucraineană Трубайці) este o comună în raionul Horol, regiunea Poltava, Ucraina, formată din satele Bovbasivka, Kulîkî și Trubaiți (reședința).

## Demografie
Componența lingvistică a comunei Trubaiți
     Ucraineană (97,46%)
     Rusă (2,37%)
     Alte limbi (0,17%)
Conform recensământului din 2001, majoritatea populației comunei Trubaiți era vorbitoare de ucraineană (97,46%), existând în minoritate și vorbitori de rusă (2,37%).